# 10월 5일
10월 5일은 그레고리력으로 278번째(윤년일 경우 279번째) 날에 해당한다.

## 사건
- 1556년 - 2차 파니파트 전투: 델리 북쪽 80km 지점에서 무굴 제국 황제 아크바르의 후견인 바이람 칸이 헤무 장군이 지휘하는 힌두 군대를 격파하다.
- 1592년 - 임진왜란: 부산포 해전 발발.
- 1688년 - 오렌지공 윌리엄이 브리섬에 상륙하며 명예 혁명이 시작되다.
- 1757년 - 7년 전쟁: 프리드리히 대왕이 로스바흐 전투에서 승리를 거두었다.
- 1780년 - 오거스틴 드 라 발메 대령이 지휘하는 프랑스와 미국 연합 병력이 마이애미의 원주민 부족장 작은 거북이에게 패하다.
- 1831년 - 미국의 노예 지도자 내트 터너가 사형을 선고받다.
- 1838년 - 중앙아메리카 연방이 니카라과가 연방으로부터 분리독립하면서 붕괴되기 시작하다.
- 1854년 - 크림 전쟁: 인케만 전투가 벌어지다.
- 1862년
  - 미국 남북전쟁: 에이브러햄 링컨, 북군 사령관 조지 B. 맥클렐란을 두 번째로 해임하다.
  - 인디언 전쟁: 미국 미네소타주에서 300명 이상의 수우 족이 백인 정착자들을 상대로 강간과 살인을 저지른 것으로 결론지어져 교수형을 선고받았다.
- 1895년 - 조지 B. 셀든이 자동차 관련 미국 특허를 획득하다.
- 1910년 - 포르투갈에서 1910년 10월 5일 혁명이 일어나면서 군주제가 폐지되고 공화정이 들어섰다.
- 1911년 - 이탈리아가 리비아의 트리폴리와 키레나이카를 합병하다.
- 1913년
  - 바이에른 왕국에서 오토 국왕이 폐위되고 루트비히 3세 국왕이 즉위하다.
  - 영국이 키프로스를 합병하면서 프랑스와 함께 오스만 제국에 전쟁을 선포하다.
- 1915년 - 제1차 세계 대전: 불가리아 왕국이 동맹국에 합류하여 전쟁을 시작한다.
- 1922년 - 독립운동가 조철호, 한국보이스카웃의 모태인 소년척후단을 조직하다.
- 1930년 - 영국의 비행선 R101호 추락참사가 발생하다.
- 1938년 - 나치 독일이 반유대주의의 뉘른베르크법을 제정하며, 이주 목적을 위해 여권을 발급하는 유대인에게 J형 여권(유다-유대인)을 발급하기 시작한다.
- 1942년 - 제2차 세계 대전: 2차 엘알라메인 전투가 영국의 승리로 끝나다.
- 1943년 - 제2차 세계 대전: 부관연락선 곤륜 호 미국 잠수함에 격침, 544명 사망.
- 1945년
  - 군정기: 미군정청, 군정장관 고문에 김성수(金性洙) 등 한국인 11명 임명.
  - 콜롬비아가 유엔에 가입하다.
- 1947년 - 소비에트 연방 등 동구 9개 공산국, 공산당 정보기관인 코민포름 결성.
- 1955년 - 대한민국 육군사관학교, 4년제 11기 첫 졸업. 전두환, 노태우, 정호용 등이 이 11기이다.
- 1958년
  - 프랑스, 제5공화국 출범
  - 진먼 포격전이 끝났다.
- 1962년 - 대한민국과 에콰도르, 수교하다.
- 1978년 - 대한민국 정부, 자연보호헌장 선포.
- 1979년 - 루홀라 호메이니가 미국을 "대악마"로 선언하다.
- 1983년 - 폴란드 자유노조의 레흐 바웬사가 노벨 평화상 수상자로 선정되다.
- 1984년 - 재일교포 1천여 명, 지문 날인 거부 집회.
- 1986년 - FFG-46 USS 렌츠, DLG-24 USS 리비스, DD-972 USS 올렌도르프가 중화인민공화국의 칭다오를 방문했다. 이들은 1949년 이래 처음으로 중국을 방문한 미국 해군 군함이 되었다.
- 1987년 - 로벤섬에서 24년을 복역한 고반 므베키가 석방되었다. 그는 소수 백인 남아공 정권에 저항했다는 죄목으로 복역했다.
- 1988년 - 대한민국 국회, 16년 만에 국정감사를 다시 시작하다.
- 1989년 - 티베트의 제14대 달라이 라마가 노벨 평화상 수상자로 선정되다.
- 2000년
  - 에티오피아 마지막 황제 하일레 셀라시에 1세가 에티오피아 정교회에 의해 장례식을 치르다.
  - 슬로보단 밀로셰비치가 실각당하다.
  - 서울에서 동북아 국제경찰청장회의가 열리다.
- 2001년 - 미국에서 탄저병 감염으로 사망자 발생
- 2003년 - 미국 조지 W. 부시 대통령, 부분분만 낙태 금지법에 서명.
- 2006년 - 전 이라크 독재자 사담 후세인이 반인륜범죄 죄목으로 교수형을 선고받다.
- 2007년-대한민국 안동시 최인정이 발생하다.
- 2011년 - 빅뱅(BIGBANG) 멤버 지드래곤, 대마초 흡연 혐의로 기소유예 처분.

## 문화
- 1935년 - 파커 형제가 보드 게임 모노폴리를 공개하다.
- 1955년 - 미국, 인공위성 제작 발표.
- 1986년 - 제 10회 서울 아시안게임 폐막.
- 1994년 - 45세 권투 선수 조지 포먼이 마이클 무어를 누르고 최고령 헤비급 챔피언이 되었다.
- 2007년 - 현대 유니콘스가 수원구장에서 한화 이글스를 상대로 고별전을 치르다.
- 2011년 - 전라선 복선 전철화 및 KTX 운행노선 개통.
- 2012년 - 분당선 왕십리-선릉 구간 개통.
- 2013년 - 2013 한국프로야구에서 LG 트윈스가 플레이오프에 진출하면서 11년만에 포스트시즌에 진출하다.
- 2019년 - MBC 대학가요제가 42년 만에 종영되었다.
- 2021년 - 마이크로소프트에서 윈도우 11을 출시하였다.

## 탄생
- 1713년 - 프랑스의 계몽주의 철학자, 작가 드니 디드로. (~1364년)
- 1781년 - 체코의 수학자, 철학자 베르나르트 볼차노. (~1544년)
- 1829년 - 미국의 제21대 대통령 체스터 A. 아서. (~1795년)
- 1865년 - 프랑스의 중국학자 에두아르 샤반. (~1912년)
- 1879년 - 미국의 병리학자 프랜시스 페이턴 라우스. (~1970년)
- 1896년 - 대한민국의 병리학자 겸 해부학자 윤일선. (~1977년)
- 1902년 - 미국의 사업가 레이 크로크. (~1984년)
- 1911년 - 대한민국의 외과 의사 장기려. (~1995년)
- 1912년 - 대한민국의 정치인 박준호. (~1997년)
- 1917년 - 대한민국의 군인 최석. (~1982년)
- 1922년 - 대한민국의 정치인 최석림. (~1974년)
- 1923년 - 영국의 배우, 댄서 글리니스 존스. (~2024년)
- 1925년 - 미국의 정치인 월터 데일 밀러. (~2015년)
- 1929년
  - 대한민국의 정치인, 여성학자 김영정. (~2021년)
  - 미국의 배우 밥 뉴하트. (~2024년)
- 1932년
  - 대한민국의 기업인, 정치인 이도선.
  - 대한민국의 군인 출신 정치가 김용채.
- 1936년 - 체코의 작가, 대통령 바츨라프 하벨. (~2011년)
- 1937년 - 대한민국의 무형문화재 장주원.
- 1938년
  - 대한민국의 연출가 박철. (~2020년)
  - 대한민국의 정치인 박희부. (~2024년)
  - 오스트레일리아의 영화배우 주디 파. (~2023년)
- 1939년 - 프랑스의 가수, 배우 마리 라포레. (~2019년)
- 1942년 - 조선민주주의인민공화국의 군인 겸 정치인 리영호. (~2012년)
- 1943년 - 러시아의 영화배우 인나 추리코바. (~2023년)
- 1944년 - 대한민국의 교육인 서동욱.
- 1945년 - 대한민국의 성우 최수민.
- 1951년 - 아일랜드의 가수 밥 겔도프.
- 1952년 - 대한민국의 수영 선수 조오련. (~2009년)
- 1957년 - 대한민국의 성우 유동현.
- 1958년
  - 대한민국의 기업인 조정호.
  - 대한민국의 기초의원 정영태.
  - 대한민국의 학자, 한국노동연구원 원장 박기성.
  - 미국의 배우 겸 희극인 버니 맥. (~2008년)
  - 미국의 천체물리학자 닐 디그래스 타이슨.
- 1959년
  - 대한민국의 배우 고인범.
  - 일본의 학자, 정치인 오쓰카 고헤이.
- 1960년 - 브라질의 전 축구 선수 카레카.
- 1961년
  - 대한민국의 세무, 정치인 권중순.
  - 대한민국의 정치인 이형석.
- 1964년 - 일본의 성우 후지와라 케이지. (~2020년)
- 1965년 - 캐나다의 전 아이스하키 선수, 지도자 파트리크 루아.
- 1967년
  - 대한민국의 배우 최영재.
  - 대한민국의 배우 함석훈.
  - 영국의 배우 가이 피어스.
  - 미국의 프로듀서, 각본가, 영화 감독 노아 홀리.
  - 미국의 하드 록, 헤비 메탈 가수 조니 조엘리.
- 1968년 - 대한민국의 정치인 박시영.
- 1971년 - 대한민국의 정치인 문석균.
- 1972년
  - 대한민국의 배우, 가수, 방송인 김민희.
  - 대한민국의 배우 박주미.
  - 대한민국의 기업인 정유경.
  - 벨라루스의 레슬링 선수 알렉세이 메드베데프.
  - 영국의 영화감독 톰 후퍼.
- 1973년 - 대한민국의 희극인 김상태.
- 1974년 - 대한민국의 기업인 조현아.
- 1975년
  - 영국의 배우 케이트 윈즐릿.
  - 미국의 성우 모니카 라이얼.
- 1976년
  - 대한민국의 배우 송승헌.
  - 대한민국의 배우 송종호.
  - 대한민국의 작가 이명애.
  - 대한민국의 가수 마일드 비츠.
  - 러시아의 정치인, 군인 람잔 카디로프.
- 1978년
  - 미국의 음악가 제임스 밸런타인 (마룬 5).
  - 일본의 전 축구 선수 이노우에 고헤이.
- 1979년
  - 대한민국의 바둑 기사 박지훈.
  - 오스트레일리아의 전 축구 선수 빈스 그렐라.
- 1981년 - 대한민국의 축구 선수 곽희주.
- 1982년
  - 대한민국의 배우 김빈우.
  - 일본의 레슬링 선수 요시다 사오리.
- 1983년
  - 미국의 배우 제시 아이젠버그.
  - 미국의 모델, 패션 디자이너, 사업가 니키 힐튼.
  - 러시아계 한국인 방송인, 모델, 연극 배우 라리사.
  - 미국의 배우 노아 시건.
- 1984년
  - 대한민국의 배우 이수민.
  - 우크라이나의 체조 선수 올렉산드르 보로뵤우.
- 1985년
  - 대한민국의 가수 플랜엑스.
  - 대한민국의 배우 이안.
  - 대한민국의 배우 송아영.
  - 미국의 배우, 모델 커샌드라 진.
- 1986년
  - 대한민국의 전 배우 이태임.
  - 카자흐스탄의 펜싱 선수 엘미르 알림자노프.
- 1987년
  - 대한민국의 가수, 배우 소연.
  - 대한민국의 가수 황인주.
- 1988년 - 대한민국의 배우 길은혜.
- 1989년
  - 대한민국의 전 리그 오브 레전드 프로게이머 쏭.
  - 대한민국의 워크래프트 프로게이머 박승현. (~2013년)
  - 일본의 성우, 배우, 가수 오노 켄쇼.
- 1990년 - 일본의 축구 선수 스가사와 유이카.
- 1991년
  - 중국의 배우 겸 아이돌 샤오잔.
  - 대한민국의 가수 강자민.
- 1992년
  - 대한민국의 아나운서 이지수.
  - 대한민국의 전 리그 오브 레전드 프로게이머 매드라이프.
- 1993년
  - 대한민국의 가수 천지 (틴탑).
  - 대한민국의 가수 오혁 (혁오).
  - 대한민국의 가수 쏠.
  - 대한민국의 가수 오왠.
  - 대한민국의 아나운서 박소영.
- 1994년
  - 대한민국의 전 가수 수이.
  - 대한민국의 배우 박주현.
  - 대한민국의 가수 김희진.
  - 대한민국의 뮤지컬 배우 김진현.
  - 일본의 성우 타나카 타카코.
- 1995년 - 대한민국의 농구 선수 김채은.
- 1996년
  - 대한민국의 축구 선수 김경호.
  - 일본의 축구 선수 고이즈미 요시오.
- 1997년 - 대한민국의 가수 달라.
- 1998년 - 대한민국의 배우 황세인.
- 1999년
  - 투르크메니스탄의 역도 선수 폴리나 구리예바.
  - 대한민국의 가수 지현.
- 2001년 - 캐나다의 배우 덜릴라 벨라.
- 2002년 - 아제르바이의 레슬링 선수 해스래트 재패로프.
- 2003년 - 이스라엘의 가수 에덴 골란.
- 2004년
  - 대한민국의 배우 최권수.
  - 대한민국의 배우, 모델 오예주.
- 2005년 - 일본의 아이돌 아라이 사에.
- 2006년 - 캐나다의 배우 제이컵 트렘블레이.
- 2007년
  - 대한민국의 배우 강민.
  - 대한민국의 배우 노이한.
- 2008년 - 일본의 아이돌 모리하라 우루미.

### 미상
- 대한민국의 가수, 작곡가 David Koo.

## 사망
- 1056년 - 신성 로마의 제국 황제 하인리히 3세. (1016년~)
- 1813년 - 북아메리카의 토착민 쇼니족의 지도자 테쿰세. (1768년~)
- 1837년 - 나폴레옹의 의붓딸 오르탕스 드 보아르네. (1783년~)
- 1880년 - 프랑스의 작곡가 자크 오펜바흐. (1819년~)
- 1880년 - 영국의 천문학자 윌리엄 라셀. (1799년~)
- 1934년 - 프랑스의 영화감독 장 비고. (1905년~)
- 1944년 - 일본의 사상가 도야마 미쓰루. (1855년~)
- 1949년 - 일본의 살인자 고다이라 요시오. (1905년~)
- 2006년 - 북한의 정치인 백학림. (1918년~)
- 2011년 - 미국의 기업인 스티브 잡스. (1955년~)
- 2015년 - 스웨덴의 작가 헨닝 망켈. (1948년~)
- 2017년 - 프랑스의 배우, 작가 안 비아젬스키. (1947년~)
- 2019년 - 이탈리아의 가수 마르첼로 조르다니. (1963년~)
- 2023년 - 미국의 영화배우 딕 버트커스. (1942년~)
- 2024년
  - 러시아의 사회운동가 일다르 다딘. (1982년~)
  - 미국의 생화학자 브루스 에임스. (1928년~)
  - 미국의 소설가 로버트 쿠버. (1932년~)
  - 대한민국의 교육인 정희경. (1932년~)

## 기타
그레고리력에서는 1582년 10월 5일부터 10월 14일까지 10일이 없다.

## 기념일
- 추석 - 1998년, 2044년, 2055년, 2074년, 2093년
- 세계 한인의 날: 대한민국
- 교과서의 날: 대한민국
- 공화국의 날: 포르투갈

## 같이 보기
- 전날: 10월 4일 다음날: 10월 6일 - 전달: 9월 5일 다음달: 11월 5일
- 음력: 10월 5일
- 모두 보기